# Fundació Os Bru
La Fundació Os Bru (oficialment en castellà: Fundación Oso Pardo -FOP) és una ONG constituïda el 1992 amb l'objectiu de contribuir a l'estudi i conservació de l'os bru en la serralada Cantàbrica així com del seu hàbitat i el seu entorn natural i cultural.
Les actuacions de la Fundación Oso Pardo es duen a terme bàsicament a l'entorn de la serralada Cantàbrica, on viu l'última població autòctona important supervivent d'óssos a Espanya, encara que amb el pas dels anys ha passat a col·laborar també de forma activa en iniciatives de conservació d'altres poblacions d'óssos amenaçades, com la reintroducció de l'os als Pirineus.
El seu àmbit d'actuació ha anat ampliant-se fins a arribar a la gairebé totalitat de la serralada Cantàbrica. La seva labor s'estén a camps com la conservació i restauració d'hàbitats d'elevat interès per a l'espècie, el seguiment de la població d'ossos, el suport a la recerca, la persecució del furtivisme o l'educació ambiental, tot això recolzat en l'activitat de nombroses patrulles de vigilants-monitors creades i formades per la FOP. Totes la seva actuacions són regulades pel patronat de l'ONG que és l'òrgan de representació i de govern, i que està integrat per un grup de professionals i investigadors de diferents àmbits.
La FOP es val del patrocini econòmic i logístic d'empreses privades com la Caja Cantàbria, Land Rover, Chiruca o Unión Fenosa, compromeses amb la conservació de l'ós bru i el seu entorn. A més compta amb la col·laboració i patrocini de la Unió Europea a través dels programes LEADER, LIFE/Natura, i PRODER; de les administracions autonòmiques d'Astúries, Cantàbria, Castella i Lleó, i Galícia; del Ministeri de Medi ambient; i d'altres fundacions com la Fundació Territori i Paisatge de Caixa Catalunya o la Fundació Biodiversitat del Ministeri de Medi ambient.
Va rebre el reconeixement Premi Ones Mediterrànies de Defensa del Patrimoni Natural en 2008.